# Jakob Glesnes
Jakob Glesnes (* 25. März 1994 in Bergen) ist ein norwegischer Fußballspieler.

## Karriere
In seiner Jugend begann er seine Karriere bei einem Klub in Skogsvåg, seine Karriere im Herren-Bereich begann dann aber bei Løv-Ham Fotball und führte von dort nach der Fusion des Klubs zur Saison 2012 zum FK Fyllingsdalen. Im Sommer 2015 folgte anschließend ein Wechsel zum Zweitligisten Åsane Fotball. Bereits zur Spielzeit 2016 wechselte er aber erneut und schloss sich Sarpsborg 08 FF an. Für die er in der Tippeligaen erstmals in einer ersten Liga auflaufen konnte. Aber auch hier hielt es ihn nicht lange was dann dazu führte, dass im Sommer 2016 ein erneuter Ligainterner Wechsel nach Strømsgodset IF stattfand. Hier verblieb er dann auch mehrere Spielzeiten lang, in denen er ab der Runde 2017 sogar die Kapitänsbinde trug.
Im Januar 2020 verließ er schließlich sein Heimatland und unterschrieb in der USA beim MLS-Franchise Philadelphia Union einen Vertrag. Sein Debüt hatte er dann am 1. Spieltag der Saison 2020 bei einer 0:2-Niederlage gegen den FC Dallas, bei der er in der Startelf stand.